# Nososticta nigrifrons
Nososticta nigrifrons är en trollsländeart som först beskrevs av Friedrich Ris 1913.  Nososticta nigrifrons ingår i släktet Nososticta och familjen Protoneuridae. IUCN kategoriserar arten globalt som otillräckligt studerad. Inga underarter finns listade i Catalogue of Life.